# Chrysopa marcida
Chrysopa marcida är en insektsart som beskrevs av Banks 1937. Chrysopa marcida ingår i släktet Chrysopa och familjen guldögonsländor. Inga underarter finns listade i Catalogue of Life.